# White Hand Gang
Als White Hand Gang wird eine Bande irischstämmiger Angehöriger in Brooklyn, New York City bezeichnet, die von 1900 bis 1925 vor allem die „Waterfront“ des Stadtteils Red Hook kontrollierten.

## Geschichte
Der Zusammenschluss war eine Reaktion auf die italienische Dominanz der „Blackhanders“, die z. B. in der Black Hand Gang oder der Five Points Gang organisiert waren und aus der sich die Fünf Familien der US-amerikanischen Cosa Nostra entwickelten.
Die Auseinandersetzung war ein Grund, warum der „Five Pointer“ Al Capone 1919 nach Chicago ging. Capone hatte Frankie Yale beim Eintreiben von Schutzgeld begleitet, als sie auf den „White Hander“ Arthur Finnegan stießen, der schon in der Vergangenheit mehrmals mit ihnen aneinandergeraten war. Capone verletzte Finnegan so schwer, dass dieser fünf Wochen im Krankenhaus verbringen musste. Allerdings begann nun Bill Lovett nach Capone zu suchen.
Die Bande erhob im Prinzip Schutzgeld auf durchlaufende Waren und kassierte bei den Transport- und Dockarbeitern ab. Der heterogene Zusammenschluss führte zu internen gewalttätigen Auseinandersetzungen und der sogenannte „Dock Boss“ als Oberhaupt über den Zusammenschluss wurde häufig durch Mord ausgewechselt. So wurde z. B. Dinny Meehan im Ehebett schlafend neben seiner Frau erschossen und durch besagten „Wild“ Bill Lovett abgelöst.
„Wild“ Bill ging weiterhin aggressiv gegen die Konkurrenz der „Blackhander“ (am: Schwarzhände), wie die im Vergleich zu den Iren dunkelhäutigeren Sizilianer abwertend bezeichnet wurden, vor. Als er am 1. November 1923 eine Bar verließ, wurde er vermutlich von Vincent Mangano und Johnny Giustra beschossen und anschließend von Willie „Two Knife“ Altieri mit einem Hackmesser ermordet.
Lovett's Schwager Richard „Peg Leg“ Lonergan begann nun einen noch aggressiveren Kurs gegen die Italiener zu fahren. Am 26. Januar 1925 betraten Richard Lonergan, Aaron Harms, James „Ragtime“ Howard, Paddy Maloney, Cornielius „Needles“ Ferry und James Hart den Speakeasy von Joe Adonis in Brooklyn. Es kam zu einem Disput der mit Waffen ausgetragen wurde; allerdings waren es Lonergan, Harms und Ferry, die zum Schluss tot am Boden lagen.
Al Capone wurde des Mordes wegen der zurückliegenden Auseinandersetzung mit Finnegan verdächtigt, da er aber 1919 nach Chicago gegangen war, wurden die Ermittlungen gegen ihn eingestellt. Das Vordringen der Italiener, insbesondere von Vince Mangano, Albert Anastasia und Joe Adonis, war nicht mehr aufzuhalten, die White Hand Gang zerfiel und die Kontrolle im Red Hook fiel an die US-amerikanische Cosa Nostra.